# Tippi Airport
Tippi Airport är en flygplats i Etiopien. Den ligger i den västra delen av landet, 400 km sydväst om huvudstaden Addis Abeba. Tippi Airport ligger 884 meter över havet.
Terrängen runt Tippi Airport är huvudsakligen kuperad, men åt nordost är den platt. Tippi Airport ligger nere i en dal. Runt Tippi Airport är det mycket glesbefolkat, med 7 invånare per kvadratkilometer. Närmaste större samhälle är Tippi, 11,8 km nordost om Tippi Airport. I omgivningarna runt Tippi Airport växer i huvudsak städsegrön lövskog.